# Oh, Boy! (film fra 1919)
Oh, Boy! er en amerikansk stumfilm fra 1919 af Albert Capellani.

## Medvirkende
- June Caprice som Lou Ellen Carter
- Creighton Hale som George Budd
- Zena Keefe som Jackie Sampson
- Flora Finch som Penelope Budd
- William H. Thompson som Daniel Carter